# اوسامو دازای
تسوشیما شووجی (به ژاپنی: 津島 修治، Tsushima Shūji) با نام ادبی اوسامو دازای (به ژاپنی: 太宰治، Osamu Dazai) نویسنده سرشناس ژاپنی است. او در ۱۹ ژوئن ۱۹۰۹ (سال ۴۲ دوره میجی) متولد شد و در ۱۳ ژوئن ۱۹۴۸ (سال ۲۳ دوره شووا) پس از ۶ بار خودکشی ناموفق در نهایت در در ۳۹ سالگی و در شب تولد ۴۰ سالگی‌اش خودکشی کرد و از دنیا رفت. او نویسنده رمان‌های مهمی مانند زوال بشری و شایو یا خورشید درحال غروب در ادبیات مدرن ژاپنی است.

## زندگی شخصی

### دوران کودکی
اوسامو دازای در روستای کان‌آگی، بخش کیتاتسوگارو، استان آئوموری (اکنون شهر گوشوگاوارا)، منطقه توهوکو به دنیا آمد. او پسر ششم و فرزند دهم خانواده تسوشیما بود. خانوادهٔ او از زمین‌داران نوظهور دوره میجی و از ثروتمندان و بزرگ‌ترین مالیات‌دهندگان بودند و صلاحیت حضور در مجلس اشراف ژاپن را داشتند.

### دوران تحصیل

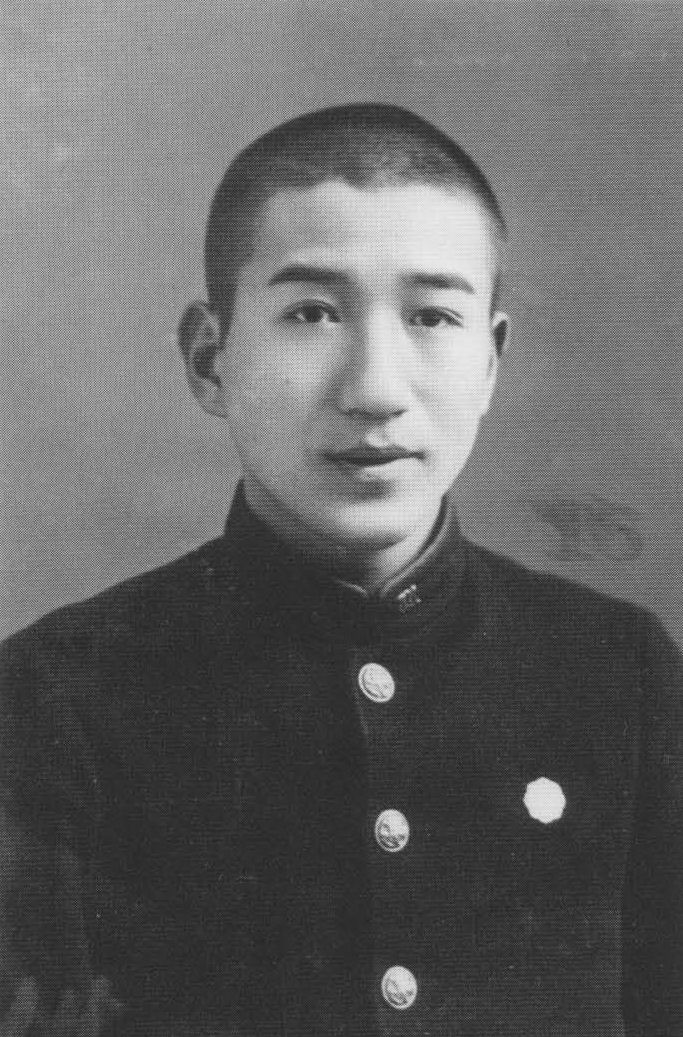
دازای در سال ۱۹۲۴، دوره دبیرستان

او در سال ۱۹۲۳ پدرش را از دست داد و در همان سال به دبیرستان استان آئوموری رفت و در یک پانسیون زندگی کرد و از خانواده‌اش دور شد. سپس وارد دبیرستان متوسطه دوره دوم هیروساکی شد و به‌عنوان یک دانش‌آموز و دانشجوی نمونه به تحصیل ادامه داد.
سال ۱۹۲۸ انتشار مجله سایبو بونگی یا ادبیات یاخته‌ای به سردبیری دازای شروع شد و از همین سال نوشتن اعتراف‌گونه را دربارهٔ خانواده خود آغاز کرد. به اعتقاد بیشتر محققان، ادبیات واقعی دازای از همین زمان آغاز شد. در همین حین به مطالعه آثار نویسندگان مهمی مانند ریونوسوکه آکوتاگاوا پرداخت. او بسیار شیفته قلم آکوتاگاوا شد و در سخنرانی او شرکت کرد؛ اما دو ماه پس از این اتفاق آکوتاگاوا خودکشی کرد و روی دازای تأثیر بسیاری گذاشت. در ابتدای سال ۱۹۲۹، برادر کوچکترش در ۱۷ سالگی فوت کرد. پس از آن با اتفاقات دیگری که برای او رخ داد و درگیری‌های فکری بسیارش، برای اولین‌بار در آخرین ماه همان سال خودکشی کرد که نافرجام بود.

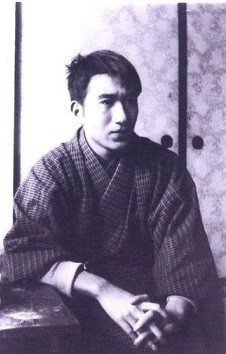
دازای در دوران جوانی سال ۱۹۲۸

در سال ۱۹۳۰، او بدون دانستن زبان فرانسوی، به ادبیات فرانسه علاقه نشان داد و وارد دانشکده ادبیات فرانسه دانشگاه سلطنتی توکیو شد. در همان سال به ملاقات ماسوجی ایبوسه رفت. ایبوسه در آن سال‌ها نویسنده‌ای شناخته شده بود و دازای بسیار تحت‌تأثیر قلم او بود؛ از آن به بعد او نقش دوست و راهنمای دازای را برعهده گرفت.

### زندگی مشترک با هاتسویو و اتفاقات
پس از ماجرای مرگ برادر کوچکترش و خودکشی آکوتاگاوا، رفت‌وآمد دازای به محله گیشاها برای آموختن هنر نقالی همراه نواختن شامیسن زیاد شد و در این رفت‌وآمدها با گیشای کارآموزی به نام هاتسویو اویاما آشنا شد.
زمانی که دازای به توکیو رفت، در ابتدای دوران فعالیتش به جنبش‌های غیرقانونی چپ‌گرا علاقه‌مند شد و در پی کمک همه‌جانبه از آن‌ها و رابطه او با هاتسویو پس از خارج‌شدن از حرفه گیشایی، برادر بزرگترش، بونجی، او را از خانواده طرد و اخراج کرد؛ چرا که خبر رسوایی فرار یک گیشا با پسری از یک خانواده شناخته شده مایه ننگ آن‌ها بود؛ بنابراین دازای و هاتسویو هر دو به آئوموری بازگشتند.
ده روز بعد دازای با یک پیشخدمت جوان در بار به نام شیمه‌کو تانابه آشنا شد و سعی کردند با غرق‌کردن خودشان، خودکشی دونفرهانجام دهند؛ اما دختر همراهش می‌میرد و خودش زنده می‌ماند. دازای در پی این ماجرا به کمک در خودکشی متهم شد و بازجویی شد؛ اما به کمک بونجی (برادر بزرگ‌ترش) و دیگران، تعقیب قضایی او متوقف شد.
دازای سپس با هاتسویو زندگی مشترکش را آغاز کرد؛ اما خانه آن‌ها به خانه تیمی حزب چپ و یک پناهگاه برای جنبش‌های غیرقانونی تبدیل شد. در ۲۳ سالگی دازای به توصیه برادرش خود را به پلیس استان آئوموری معرفی کرد و روابط خود را به حزب چپ‌گرا قطع کرد.
دازای تفاهم‌نامه‌ای با بونجی امضا کرد که در ازای دخالت نداشتن در هیچ‌گونه جنبش‌های غیرقانونی و رفتارهای مشکل‌زا و قول فارغ‌التحصیلی از دانشگاه، کمک‌هزینه‌ای به مبلغ ۱۲۰ ین به‌صورت ماهانه دریافت کند.
در سال ۱۹۳۲(سال هفتم شووا) تصمیم گرفت تا روی نوشتن رمان تمرکز کند.
دازای زمانی که سال پنجم خود را در دانشگاه می‌گذراند و از فارغ‌التحصیلی ناامید شده بود، در آزمون ورودی (استخدام) روزنامه می‌یاکو شرکت کرد و نتوانست در آن موفق شود. سپس دازای، ناامیدتر از قبل، در ۱۸ مارس، با حلق‌آویز کردن خود در کوه‌های کاماکورا اقدام به خودکشی کرد و باز هم ناموفق بود.
او در ماه آوریل به علت التهاب صفاق (پریتونیت) و وضعیت بحرانی سلامتش در بیمارستان بستری شد و عمل جراحی انجام داد. استفاده بیش از حد داروهای مسکن/مخدر باعث اعتیاد او به آن‌ها شد و در همین وضعیت بود که خبر اخراج او از دانشگاه به علت پرداخت‌نکردن شهریه به گوشش رسید.

### نویسندگی و زندگی حرفه‌ای
دازای سبک‌های متنوعی را در داستان‌نویسی‌هایش امتحان کرده بود؛ تا اینکه داستان دلقکِ ستاره که در مجله مکتب رمانس ژاپن (نسخه ماه مه ۱۹۳۵) منتشر شد، توجه هارو ساتو را جلب کرد و در پی آن برای دازای کارت‌پستالی فرستاد که روی آن نوشته بود «به آن نمره قبولی می‌دهم.» نامه ژوئن ۱۹۳۵، اولین نامه‌ای بود که دازای به ساتو نوشت. او به ساتو که به استعداد دازای توجه کرده بود و برای تشویق او کارت‌پستال فرستاده بود، نوشت: «اگر خودم را کنترل نکنم، ممکن است بی‌هوا فریاد بزنم «هورا» و نتوانم جلوی آن را بگیرم» و به این شکل خوشحالی خود را ابراز کرد.
اولین مجموعه نوشته‌های دازای نیز در قالب کتابی به نام آخرین سال‌های عمر گردآوری و چاپ شد. او در همان روزها متوجه شد که داستانش، با نام داستان بازگشت، نامزد دریافت جایزه آکوتاگاوا شده است؛ اما برنده نشد. (آن سال داستان 蒼氓 از تاتسوزو ایشی‌کاوا برنده این جایزه شد) ساتو که یکی از داوران جایزه آکوتاگاوا بود، در نقد دازای گفت: «داستان بازگشت» در مقایسه با آثار قبلی او، یک شکست است.
یاسوناری کاواباتا که یکی دیگر از داوران بود، نیز گفت: «... به نظر من در زندگی نویسنده ابرهای شومی وجود دارد که استعداد او را مطیعانه به ایجاد نفرت و بیزاری وامی‌دارد.» این گفته دازای را برآشفت تا او در جواب بنویسد: «به نظر شما، آیا فقط داشتن زندگی عالی، پرورش پرندگان کوچک و دیدن رقص، زندگی است؟... در نوشته شما با اجتماعی طرف هستیم که بوی تعلق به پول از آن به مشام می‌رسد…»

### اعتیاد به داروهای مسکن

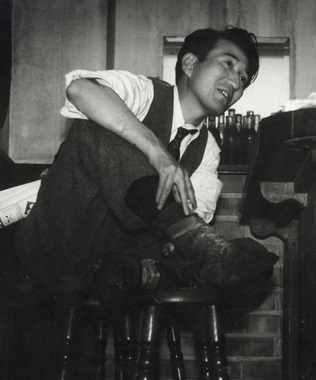
دازای در سال ۱۹۴۶

با تشدید اعتیادش به پابینال (اکسی‌کدون)، سال ۱۹۳۶ در بیمارستان بستری شد، اما بدون اینکه موفق به ترک آن شود، بعد از ۱۰ روز مرخص شد. در ژوئن همان سال، کتاب آخرین سال‌های عمر را نوشت که نامزد جایزه آکوتاگاوا شد، اما نویسنده باز هم موفق به دریافت آن نشد. این شکست ضربه شدیدی برایش بود که به همراه اعتیاد شدیدش، حالت نیمه مجنونی به او داد.
پیش از انتخاب نهایی برنده دومین جایزه آکوتاگاوا، دازای به استاد خود، ساتو که عضو هیئت داوران جایزه بود، نامه‌ای ۴ متری و به‌صورت خوشنویسی نوشت و در آن از استاد خود خواست تا جایزه (۵۰۰ ین) را به او بدهند و او را فراموش و به حال خود رها نکنند. علت این درخواست اعتیاد دازای ۲۶ساله به داروهای مسکن و افزایش هزینه‌های درمان او بود که موجب بدهی‌های سنگین شده بود. اما دومین دوره جایزه ادبی آکوتاگاوا بدون برنده اعلام شد.
ساتو که متوجه رفتار و افکار غیرعادی دازای شده بود، از طریق ایبوسه ماسوجی و گایشی یاماگی‌شی متوجه اعتیاد شدیدش شد و به او گفت که باید حتماً بستری شود. به همین ترتیب دازای به مدت ۱۰ روز در بیمارستان سای‌سی‌کای‌شیبا بستری شد.
اعتیاد دازای به داروی مسکن به‌قدری شدت گرفت که گفته می‌شود تزریق او به روزی ۵۰ بار رسیده بود. او برای تهیه دارو از آشنایانش پول قرض می‌گرفت و حتی کیمونوی خود را گرو گذاشته بود. هاتسویو که از این وضعیت بیزار شده بود، پیش ماسوجی ایبوسه رفت و از اوضاع دازای برای او گفت. در نهایت به‌اجبار خانواده تسوشیما (برادرش بونجی و باقی افراد) او را به‌زور در بیمارستان روانی موساشینو توکیو در تاریخ ۱۳ اکتبر بستری کردند.

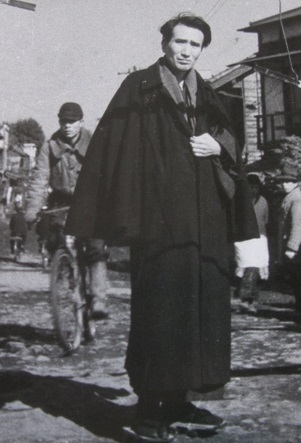
دازای در سال ۱۹۴۷–۱۹۴۸

او در ۱۲ نوامبر پس از درمان اعتیادش از بیمارستان مرخص شد؛ اما یک از بستگانش که دانشجوی هنر بود، اعتراف کرد که زمانی که او در بیمارستان بستری بود، هاتسویو با او رابطه داشته است و به او خیانت کرده است. در اواخر مارس دازای و هاتسویو به اونسن می‌ناکامی رفتند و هر دو اقدام به خودکشی کردند. هیچ‌کدام نمردند؛ اما پس از آن از هم جدا شدند.
دازای پس از جدایی از هاتسویو دو داستان «انسان ازدست‌رفته» و «پرچمدار قرن بیستم» را نوشت. انسان ازدست‌رفته دربارهٔ بستری‌شدن در بیمارستان روانی است. داستان چنین آغاز می‌شود: «دل‌مشغولی، تنها گل‌های مقابل پنجره. روز سیزدهم، هیچی. روز چهاردهم، هیچی. روز پانزدهم، به همین روال هیچی. روز شانزدهم، هیچی. روز هفدهم، هیچی.»

### ازدواج با میچی‌کو ایشی‌هارا و اتفاقات
- در سال ۱۹۳۸، ماسوجی ایبوسه او را با میچی‌کو ایشی‌هارا، چهارمین دختر هاتسوتارو ایشی‌هارا – زمین‌شناس اهل شهر کوفو در استان یاماناشی - آشنا کرد. میچی‌کو داستان آخرین سال‌های عمر را خوانده بود و دازای را تحسین می‌کرد. سپس به پیشنهاد ایبوسه با هم ازدواج و عروسی‌شان را نیز در خانه او برگزار کردند و در مرکز شهر کوفو زندگی مشترکشان را آغاز کردند و بعد به توکیو نقل‌مکان کردند. زندگی دازای آرام شده بود و از نظر ذهنی به پایداری رسیده بود. او بسیاری از داستان‌های کوتاه معروفش مانند دخترمدرسه‌ای،[پ ۱۵] صد منظره کوه فوجی[پ ۱۶] و بدو، ملوس[پ ۱۷] را نوشت و منتشر کرد. یاسوناری کاواباتا داستان دخترمدرسه‌ای او را تحسین کرد و دربارهٔ آن نوشت: «برخوردن به اثری مانند دخترمدرسه‌ای یک شانس نادر برای یک منتقد ادبی بود.» و به دنبال این تحسین، تقاضای چاپ این کتاب بالا رفت.[۱۸] همچنین، دخترمدرسه‌ای جایزه ادبی کیتامورا توکوکو را برایش به ارمغان آورد.[۱۹]

### دازای و جنگ
از اواسط دهه ۱۹۳۰، روحیه ملی‌گرایی و نظامی‌گری به نحو بی‌سابقه‌ای بر کشور مسلط شد و با یورش ژاپن به سرزمین چین (جنگ دوم چین و ژاپن) سال ۱۹۳۷ و جنگ اقیانوس آرام سال ۱۹۴۱، حاکمیت دیکتاتوری نظامیها به اوج خود رسید. متعاقب آن، دنیای هنر و ادبیات هم با تشدید اختناق خیلی زود از پا درآمد. در هنگامه جنگ و درست زمانی که بسیاری از نویسندگان راه گریز از واقعیات را در توصیف مسائل روزمره و تصویر کردن صحنه‌های کوچک زندگی مردم معمولی و روستایی می‌دیدند، دازای همراه با معدودی از نویسندگان همچنان به خلق آثار باارزش ادبی ادامه دادند و به اصطلاح نگذاشتند آتش ادبیات ژاپن خاموش شود.
دازای که به علت بیماری ریوی (ارتشاح ریه) از خدمت سربازی معاف شده بود، در زمان جنگ داستان‌هایی مانند هشت چشم‌انداز توکیو و هملت نو نوشت.
در ۱۹۴۲، مادرش درگذشت و او به زادگاهش برگشت و یک ماه آنجا ماند که حاصل آن کتاب تسوگارو بود.
در سال ۱۹۴۵، با شروع بمباران توکیو در ۱۰ مارس، خانه‍اش ویران شد و از بین رفت و به خانه خانواده میچیکو در کوفو پناه برد و در آنجا فرصت دیدار با ایبوسه که تازه از خدمت ارتش رهایی‌یافته بود را پیدا کرد. در حمله هوایی کوفو بین ۶ و ۷ ژوئیه، خانه ایشی‌هارا به‌طور کامل سوخت و به خانه تسوشیما، جایی که در آن بزرگ شده بود، در تسوگارو پناه برد. سرانجام با بمباران اتمی هیروشیما و ناگاساکی جنگ پایان یافت و ژاپن برای اولین بار به اشغال بیگانگان درآمد.

### شهرت دازای و آخرین معشوقه‌اش
او با پایان جنگ، به توکیو برگشت. این زمان شهرتش به‌قدری زیاد شده بود که هر روز روزنامه‌نگاران، ناشران و طرفداران نوشته‌هایش به ملاقاتش می‌آمدند. در همان مواقع بود که با تومی‌ئه یامازاکی، آرایشگر ۲۷ ساله‌ای آشنا شد و دازای که دردهای جسمانی‌اش به اوج رسیده بودند، پیاپی می‌نوشید و تومی‌ئه به پرستار و محرم رازهای او تبدیل شده بود، به‌طوری‌که دازای دفتر کارش را نیز به آپارتمان او منتقل کرده بود.

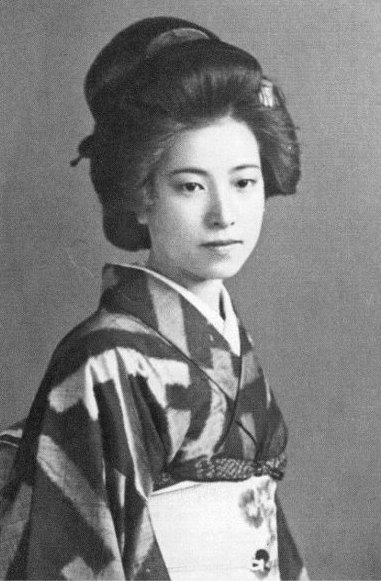
آخرین معشوقه دازای، تومی‌ئه یامازاکی

در حوالی اکتبر سال ۱۹۴۸، کازوئو نوهارا از انتشارات شینچوشا شاهد بود که دازای در اتاق معشوقه‌اش، به‌شدت خون بالا می‌آورد؛ اما تومی‌ئه خیلی عادی و خونسردی از او پرستاری می‌کرد.
در همان زمان بود که علی‌رغم تمام نقدهای تند و منفی از سوی نویسندگانی مانند نائویا شیگا، دازای تأثیرگذارترین کتاب خود یعنی زوال بشری را نوشت و پس از آن سفارش نوشتن داستان گودبای را پذیرفت که در ابتدا در روزنامه آساهی چاپ شده بود.

### مرگ دازای

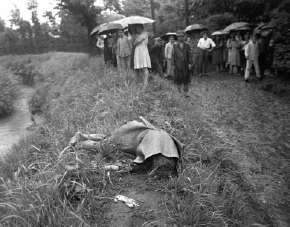
جسد دازای و تومی‌ئه در کنار تاماگاوا-سال ۱۹۴۸

نیمه‌شب ۱۳ ژوئن، در میان بارندگی شدید دازای و تومی‌ئه از خانه خارج شدند، دستشان را به هم بستند و به رودخانه تاما پریدند که در فصل بارندگی طغیان کرده بود. اجساد هر دو نفر ۶ روز بعد در ۱۹ ژوئن، به طرز عجیبی در تولد ۳۹ سالگی دازای پیدا شد.
از همان موقع تا به امروز شایعات و گمانه‌زنی‌های زیادی دربارهٔ مرگ دازای وجود دارد. از جمله نظریه‌ای که می‌گوید تومی‌ئه مسبب خودکشی اجباری او شده بود و نظریه‌ای که می‌گوید این حادثه، خودکشی نمایشی ناموفق بوده است. چند روز پس از پیداشدن اجساد، کایشیرو ناکاهاتا، یک تاجر پارچه که به خانه تسوشیما رفت‌وآمد داشت، توسط کارآگاه پلیس میتاکا به محل وقوع حادثه هدایت شد و اثراتی از فشار شدید چوب به زیرپایی‌ها و تلاش برای جلوگیری از لیز خوردن با دست‌ها به چشم او خورد. او گفت: «یک هفته گذشته بود، بااین‌حال علی‌رغم باران، آثار به‌وضوح باقی‌مانده بودند، بنابراین دازای احتمالاً به‌شدت مقاومت کرده بود.»
وقتی رئیس پاسگاه پلیس میتاکا از ناکاهاتا نظرش را پرسید، او با اطمینان پاسخ داد: «فکر نمی‌کنم این خودکشی محض باشد» رئیس پلیس سپس گفت: «حالا که اعلام شده خودکشی بوده است، هیچ فایده‌ای ندارد؛ اما در واقع نکاتی وجود دارد که برای پلیس منطقی نیست تا آن را خودکشی بدانند.»

## مقبره دازای

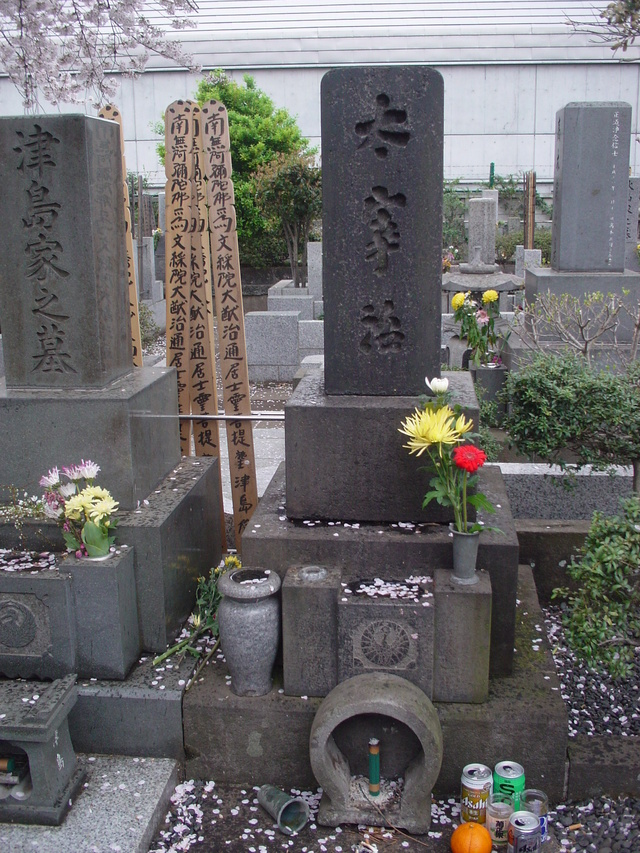
مقبره اوسامو دازای در معبد زنرینجی، میتاکا، توکیو

موری اوگای به عنوان یکی از پیشگامان ادبیات مدرن ژاپن، تأثیر شگرفی بر نسل جوان نویسندگان، از جمله اوسامو دازای گذاشته است. بسیاری از نوشته‌های دازای تحت تأثیر دازای همواره به اوگای احترام می‌گذاشت و او را استاد و راهنمای خود می‌دانست و همیشه با احترام از او یاد می‌کرد. دازای در داستان «بارش گلبرگ‌ها» نوشته دربارهٔ مقبره موری اوگای نوشته است:
... بعضی روزها با خودم فکر کرده‌ام که اگر استخوان‌های پلید مرا هم در گوشه‌ای از این قبرستان پاک دفن کنند، شاید رستگار شوم. اما امروز این خیال خام را از خودم دور کردم. من صلاحیتش را ندارم…
۵ سال پس از نوشتن این داستان، با پیدا شدن جسد دازای، خاکستر او را در جوار مقبره مردی دفن کردند که همیشه تحسین می‌کرد. مقبره این دو در معبد زن‌رین‌جی، میتاکا، توکیو قرار دارد.

## تأثیر اوسامو دازای بر ادبیات
اوسامو دازای به عنوان یکی از مهم‌ترین نویسندگان ژاپن، تأثیر شگرفی بر ادبیات این کشور و حتی ادبیات جهانی گذاشته است. برخی از مهم‌ترین تأثیرات دازای عبارتند از:
- رواج جریان سیال ذهن: دازای با استفاده از تکنیک جریان سیال ذهن، به بیان درونی‌ترین افکار و احساسات شخصیت‌های خود پرداخت. این تکنیک پس از دازای، توسط بسیاری از نویسندگان ژاپنی مورد استفاده قرار گرفت.
- توجه به مسائل روان‌شناختی: دازای به بررسی مسائل روان‌شناختی شخصیت‌های خود اهمیت زیادی می‌داد. این رویکرد، بر نسل‌های بعدی نویسندگان ژاپنی تأثیر گذاشت و به آن‌ها آموخت که به عمق روان شخصیت‌های خود نفوذ کنند.
- نقد اجتماعی: دازای با نقدهای اجتماعی خود، به آگاهی بخشی در مورد مشکلات جامعه ژاپن کمک کرد. این امر، باعث شد که نویسندگان جوان‌تر به مسائل اجتماعی توجه بیشتری نشان دهند.
- تأثیرگذاری بر ادبیات جهانی: آثار دازای به زبان‌های مختلف ترجمه شده و در بسیاری از کشورهای جهان خوانده می‌شود. این امر، باعث شده است که دازای به عنوان یکی از چهره‌های شاخص ادبیات جهان شناخته شود.

آثار دازای با آثار نویسندگانی مانند فیودور داستایفسکی، فرانتس کافکا از لحاظ موضوعی تا حدی شباهت دارد. این نویسندگان نیز مانند دازای به موضوعاتی مانند وجودگرایی، پوچی و روان‌شناسی انسان پرداخته‌اند.

## سبک ادبی
سبک ادبی اوسامو دازای شامل عناصری از خودزندگی‌نامه، اعترافات و ناتورالیسم ژاپنی است. آثار او بیشتر به تجربه‌های شخصی، مشکلات روانی و احساسات عمیق انسانی می‌پردازند. او در نوشتن، از زبانی ساده و مستقیم استفاده می‌کرد که می‌توانست به خوبی احساسات و افکار پیچیده را منتقل کند.
بسیاری از آثار دازای بر اساس تجربه‌های شخصی او هستند و نوعی اعترافات ادبی به‌شمار می‌روند. او به وضوح از زندگی خود و مشکلاتش، از جمله افسردگی و اعتیاد به الکل، سخن می‌گوید. شخصیت‌های داستان‌های او او اغلب با احساس بی‌معنایی زندگی و ناامیدی دست و پنجه نرم می‌کنند و در حالی که به دنبال معنا و هدف زندگی هستند، نابرابری‌ها و مسائل اجتماعی آن دوران را نیز نقد می‌کنند.

## جایزه ادبی اوسامو دازای
این جایزه در سال ۱۹۶۵ توسط شرکت انتشاراتی چیکوما شوبو به وجود آمد اما در سال ۱۹۷۸ متوقف شد و دوباره در سال ۱۹۹۹ با حمایت و مشارکت شهرداری میتاکا، توکیو از سر گرفته شد. جایزه ادبی اوسامو دازای هر سال به یک داستان کوتاه برجسته و منتشر نشده توسط نویسنده‌ای ناشناس اعطا می‌شود. برنده یک هدیه یادبود و جایزه نقدی به مبلغ ۱ میلیون ین دریافت می‌کند.

## شایوکان، موزه یادبود اوسامو دازای
موزه یادبود اوسامو دازای (به ژاپنی: 太宰治記念館، Dazai Osamu Kinenkan) است که به شایوکان (به ژاپنی: 斜陽館، Shayōkan) (برگرفته از نام یکی از آثار او) نیز معروف است. این عمارت در حقیقت در سال ۱۹۰۷ در دوره میجی توسط پدر او ساخته شده بود و تمام خانواده تسوشیما، از جمله خود اوسامو دازای یا شووجی تسوشیما، در آن زندگی کرده و بزرگ شده‌اند.

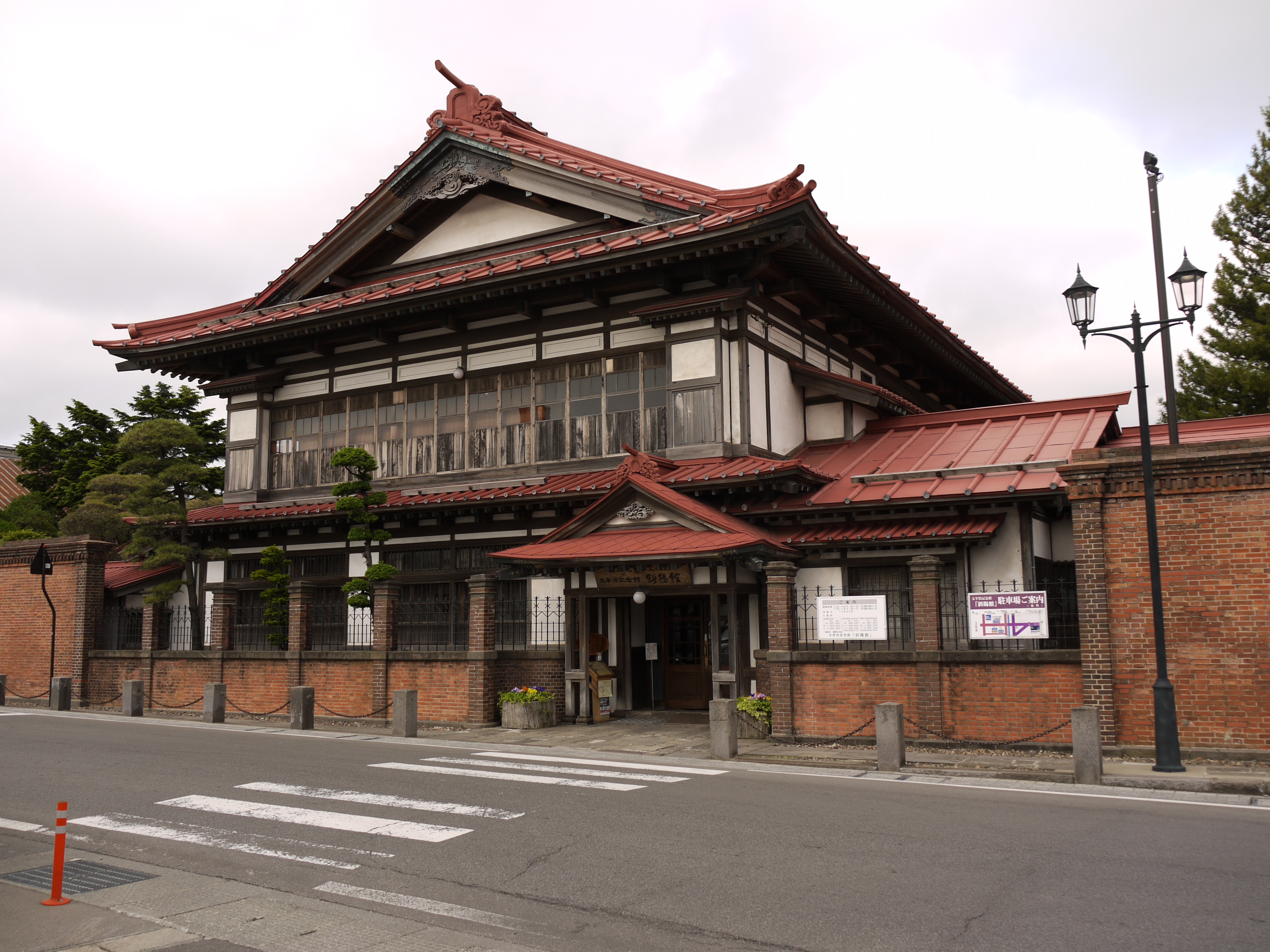
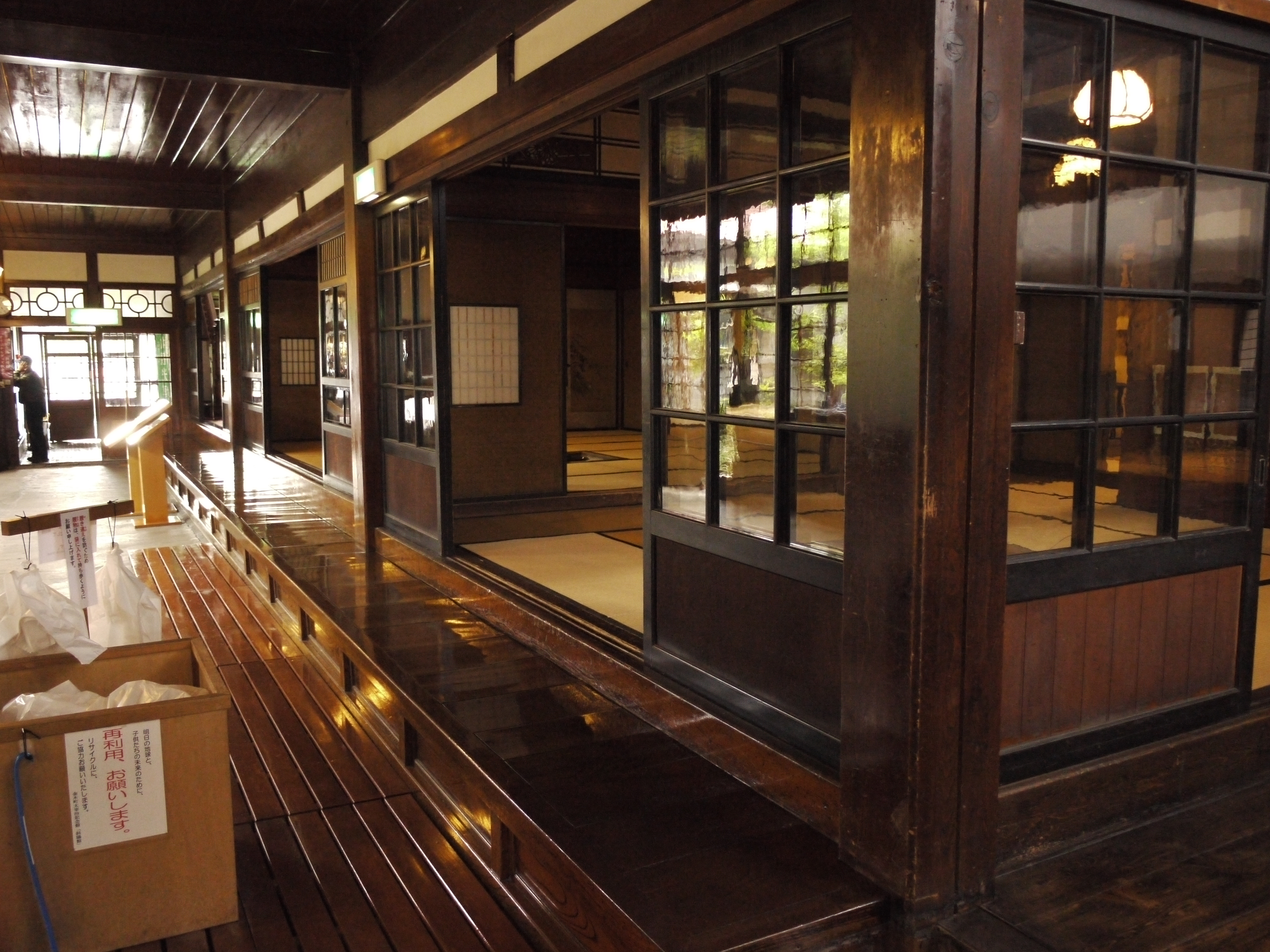
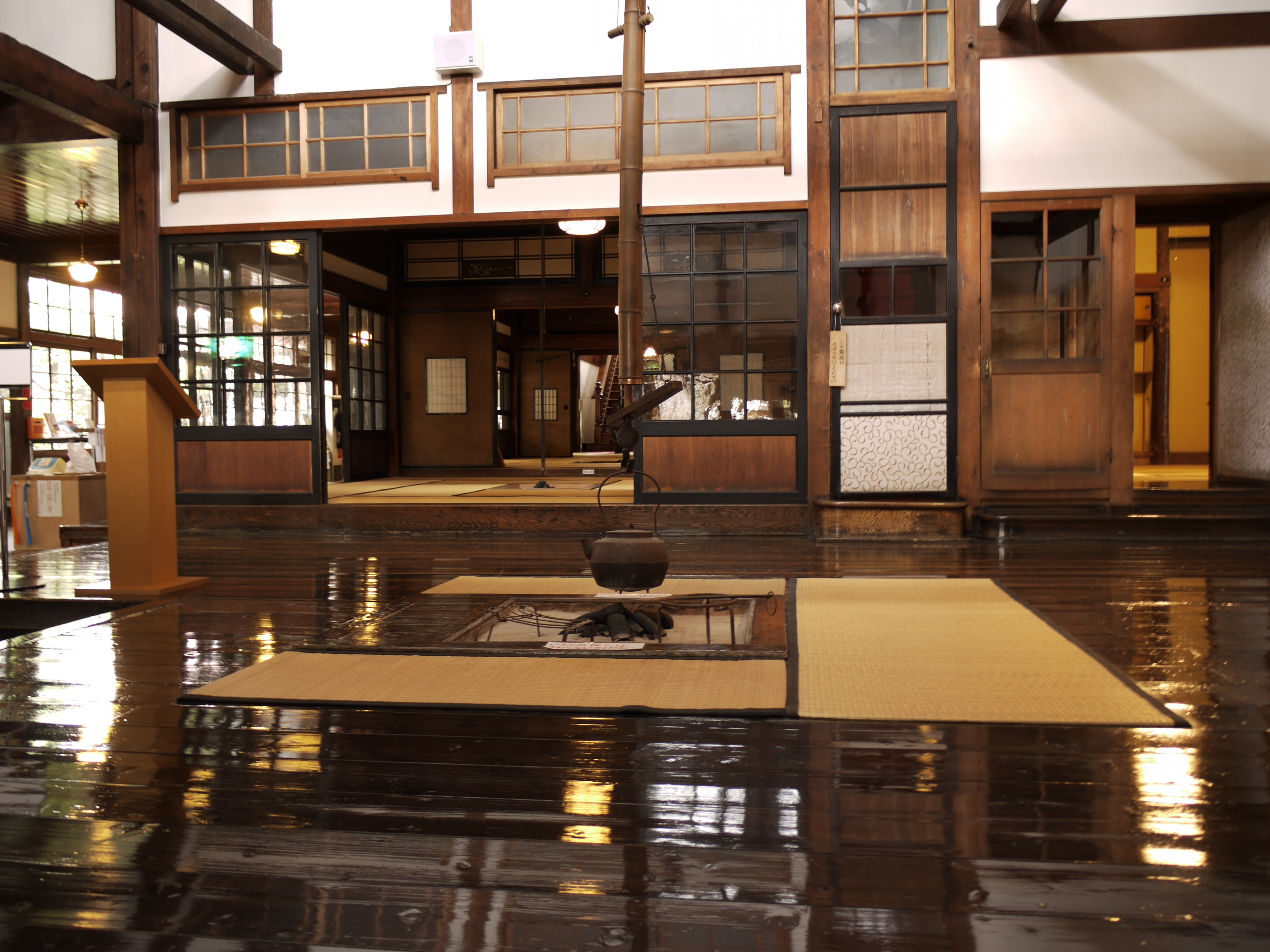
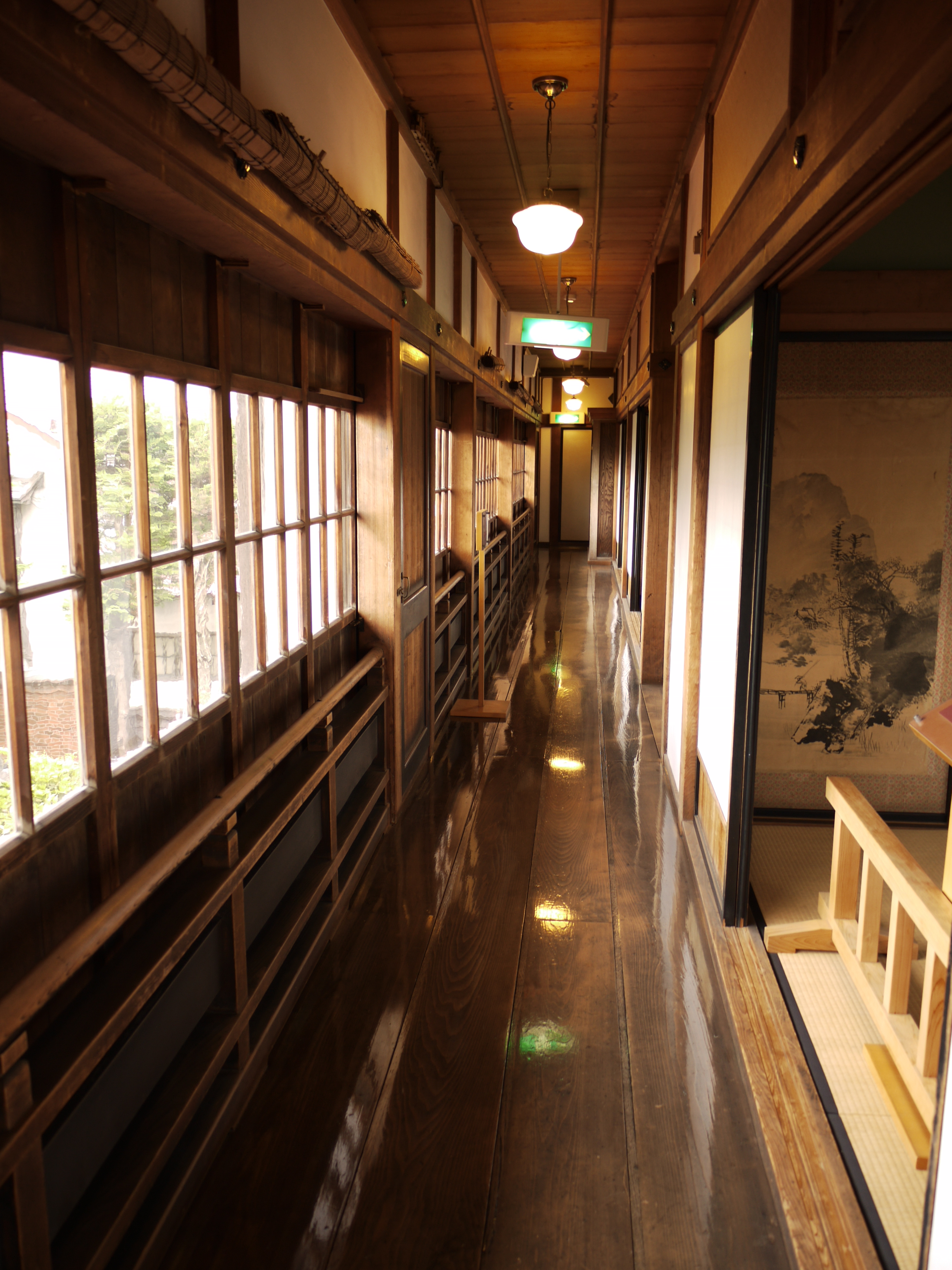
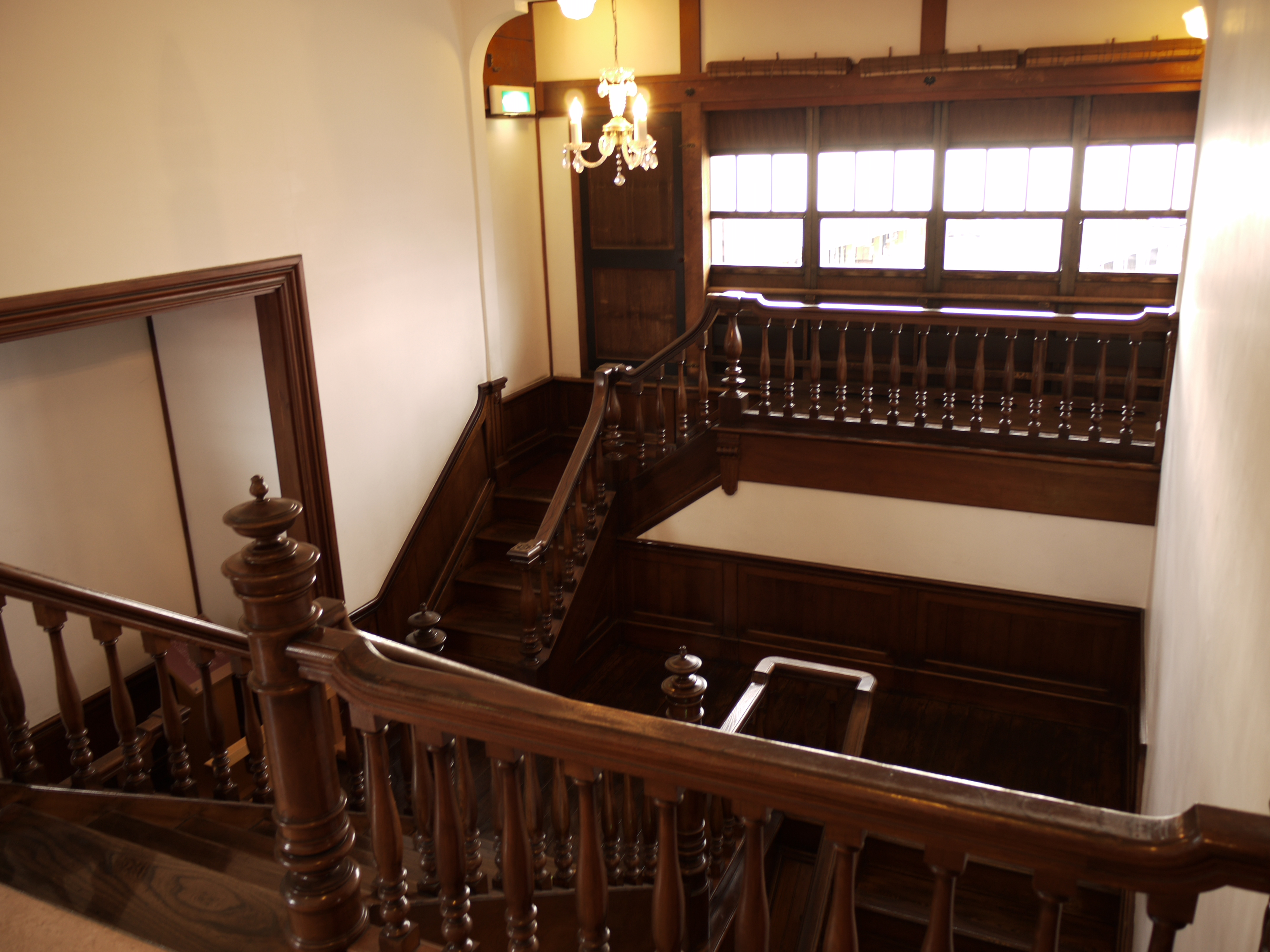
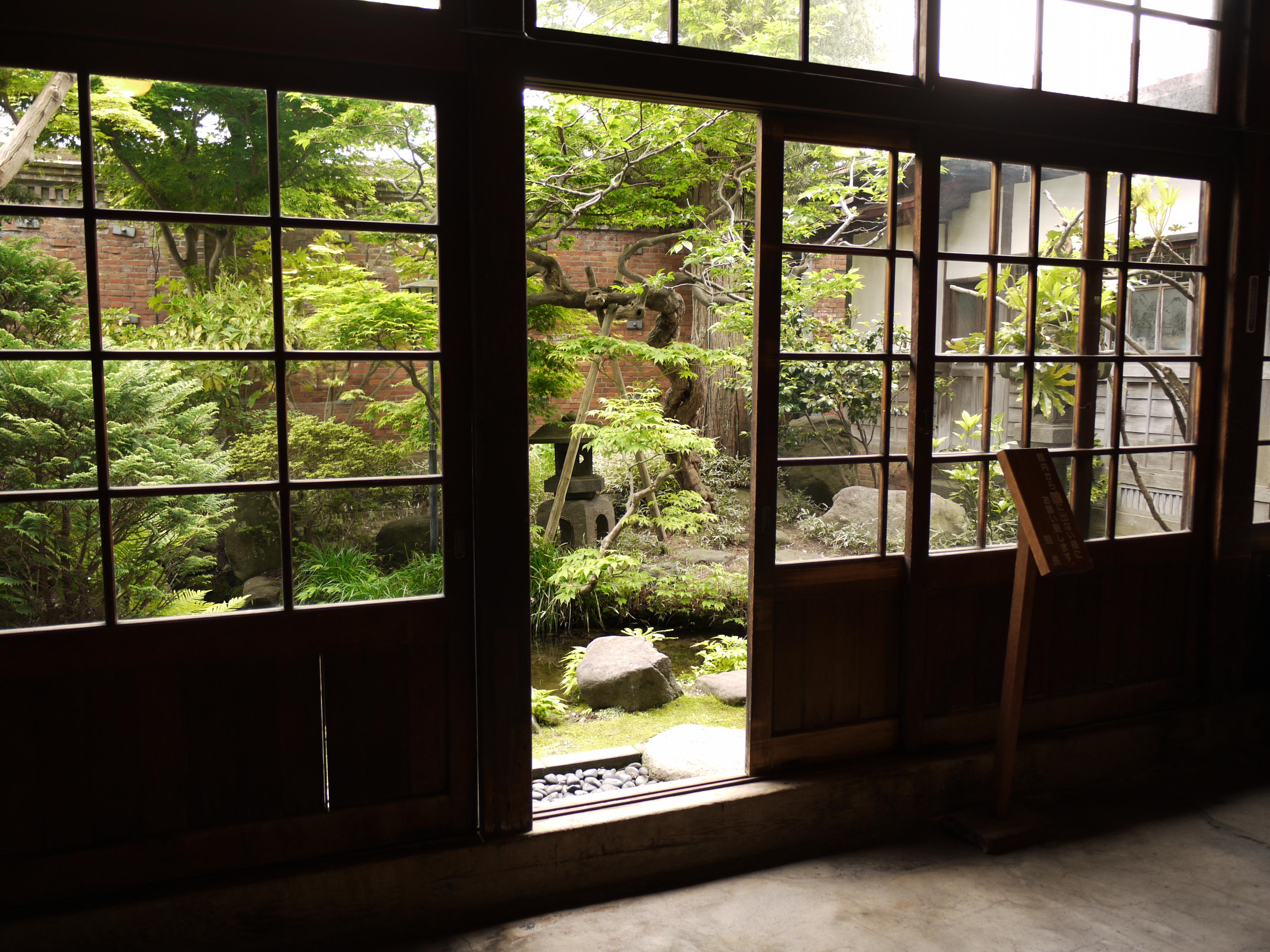
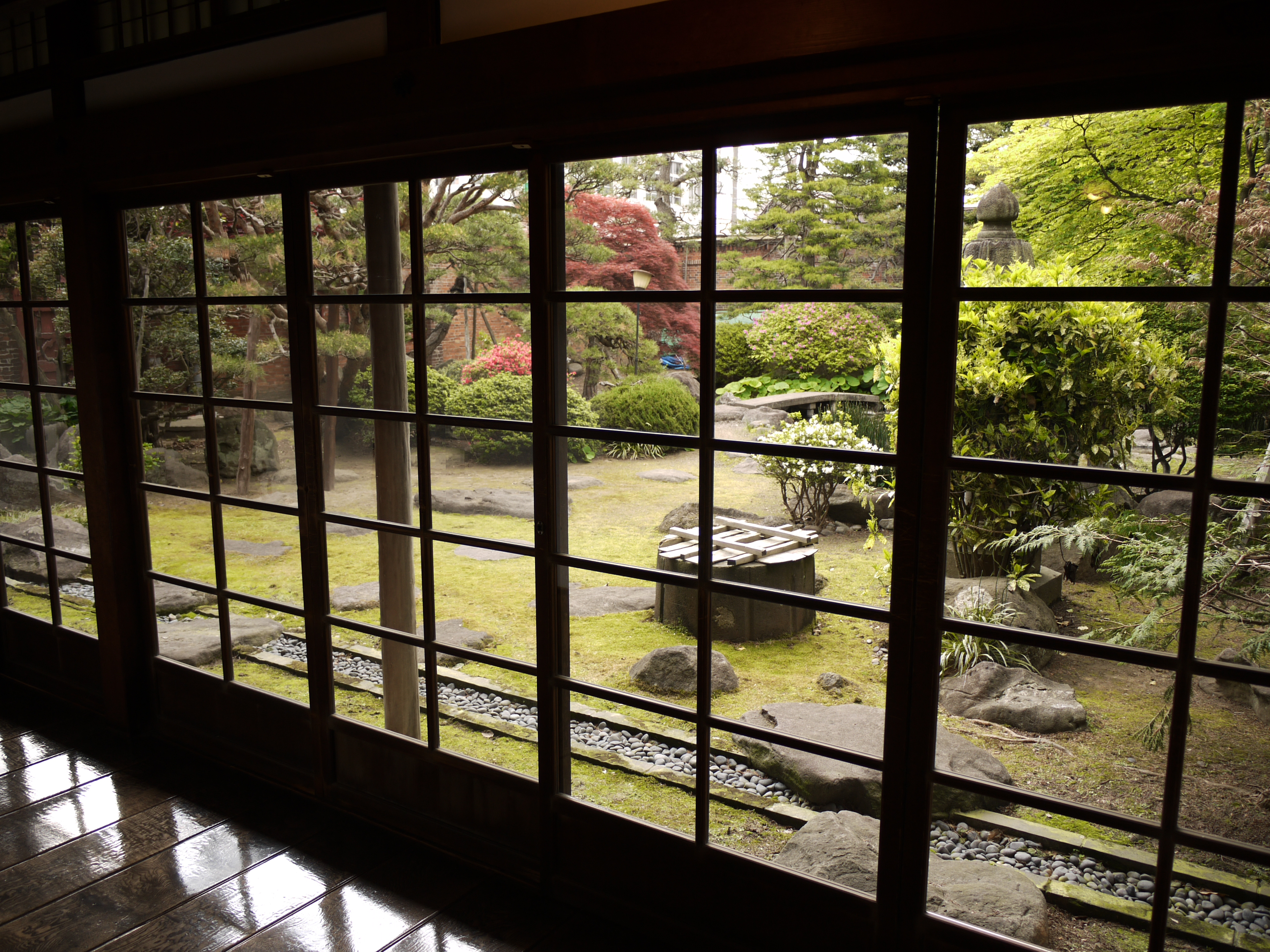
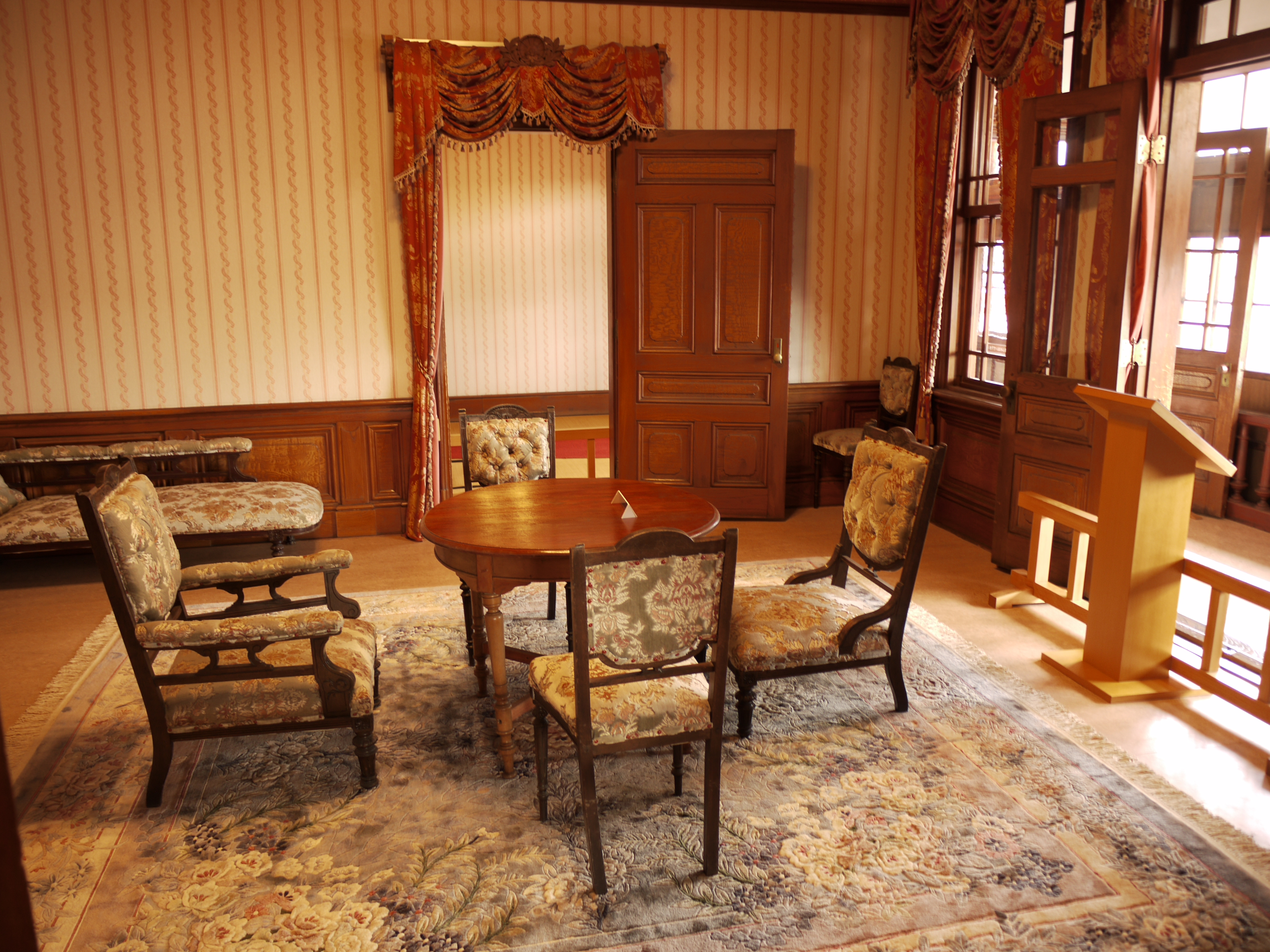

## آثار
| عنوان فارسی                            | عنوان اصلی ژاپنی                                      | سال انتشار | برگردان به فارسی        |
| -------------------------------------- | ----------------------------------------------------- | ---------- | ----------------------- |
| زوال بشری                              | 人間失格 [Ningen Shikkaku]                            | ۱۹۴۸       | قدرت‌الله ذاکری          |
| شایو/ خورشید رو به غروب                | 斜陽 [Shayō]                                          | ۱۹۴۷       | مرتضی صانع/آزاده سلحشور |
| صبح خاکستری با نام اصلی "دختر مدرسه‌ای" | 女生徒 [Joseito]                                      | ۱۹۳۹       | آزاده سلحشور            |
| در باب عشق و زیبایی                    | 愛と美について [Ai to bi ni tsuite]                   | ۱۹۳۹       | آزاده سلحشور            |
| گل‌های لودگی                            | 道化の華 [Dōke no hana]                               | ۱۹۳۵       | نیکی نصیری              |
| پ… پاییز                               | ア、秋 [A, Aki]                                       | ۱۹۳۹       |                         |
| برادران بزرگتر من                      | 兄たち [Anitachi]                                     | ۱۹۴۰       |                         |
| بارش گلبرگ‌ها                           | 花吹雪 [Hanafubuki]                                   | ۱۹۴۴       |                         |
| برگ‌های خشکیده در بهار                  | 春の枯葉 [Haru no kareha]                             | ۱۹۴۶       |                         |
| ملوس، بدو!                             | 走れメロス [Hashire Merosu]                           | ۱۹۴۰       |                         |
| تسوگارو                                | 津軽 [Tsugaru]                                        | ۱۹۴۴       |                         |
| آئوموری                                | 青森 [Aomori]                                         | ۱۹۴۱       |                         |
| چند توصیه                              | 或る忠告 [Aru chūkoku]                                | ۱۹۴۲       |                         |
| صبح                                    | 朝 [Asa]                                              | ۱۹۴۷       |                         |
| شکل جدیدی از فردگرایی                  | 新しい形の個人主義 [Atarashii katachi no kojin shugi] | ۱۹۸۰       |                         |
| سال‌های آخر عمر                         | [Bannen]「晩年」                                      | ۱۹۴۸       |                         |
| شیاطین زیبا و سیگار                    | 美男子と煙草 [Bidanshi to tabako]                     | ۱۹۴۸       |                         |
| کمی زیبایی                             | 美少女 [Bishōjo]                                      | ۱۹۳۹       |                         |
| شانس                                   | チャンス [Chansu]                                     | ۱۹۴۶       |                         |
| پدر                                    | 父 [Chichi]                                           | ۱۹۴۷       |                         |
| آلبوم کوچک                             | 小さいアルバム [Chiisai arubamu]                      | ۱۹۴۲       |                         |
| رنگ سبز بامبو                          | 竹青 [Chikusei]                                       | ۱۹۴۵       |                         |
| نقشه جهان                              | 地球図 [Chikyūzu]                                     | ۱۹۳۵       |                         |
| نقشه                                   | 地図 [Chizu]                                          | ۱۹۲۵       |                         |
| هیچ‌کس نمی‌داند                          | 誰も知らぬ [Dare mo shiranu]                          | ۱۹۴۰       |                         |
| صد منظره از کوه فوجی                   | 富嶽百景 [Fugaku hyakkei]                             | ۱۹۳۹       |                         |
| آتش‌بازی زمستانی                        | 冬の花火 [Fuyu no hanabi]                             | ۱۹۴۶       |                         |
| از هنر بیزارم                          | 芸術ぎらい [Geijutsu girai]                           | ۱۹۴۴       |                         |
| گودبای (خداحافظ)                       | グッド・バイ [Guddo Bai]                              | ۱۹۴۸       |                         |
| ققنوس                                  | 火の鳥 [Hi no tori]                                   | ۱۹۳۹       |                         |
| یک قسم                                 | 一つの約束 [Hitotsu no yakusoku]                      | ۱۹۴۴       |                         |
| یک قدم رو به جلو، دو قدم به عقب        | 一歩前進二歩退却 [Ippo zenshin nippo taikyaku]        | ۱۹۳۸       |                         |
| دربارهٔ شخصیت‌ها                         | 人物に就いて [Jinbutsu ni tsuite]                     | ۱۹۳۶       |                         |
| او دیگر مردی نیست که قبلاً بود.         | 彼は昔の彼ならず [Kare wa mukashi no kare narazu]     | ۱۹۳۴       |                         |
| بازگشت به خانه                         | 帰去来 [Kikyorai]                                     | ۱۹۴۳       |                         |
| داستانی دربارهٔ پول                     | 金錢の話 [Kinsen no hanashi]                          | ۱۹۴۳       |                         |
| شاه دل                                 | 心の王者 [Kokoro no ōja]                              | ۱۹۴۰       |                         |
| آرزوهای پر و پیمان                     | 満願 [Mangan]                                         | ۱۹۳۸       |                         |
| برای دوستی که هیچ‌موقع بازنگشت.         | 未帰還の友に [Mikikan no tomo ni]                     | ۱۹۴۴       |                         |
| باغ                                    | 庭 [Niwa]                                             | ۱۹۴۶       |                         |
| خاطرات                                 | 思ひ出 [Omohide]                                      | ۱۹۳۳       |                         |
| گیلاس                                  | 桜桃 [Ōtō]                                            | ۱۹۴۸       |                         |
| دربارهٔ آوا                             | 音に就いて [oto ni tsuite]                            | ۱۹۴۲       |                         |
| جعبه پاندورا                           | パンドラの匣 [Pandora no hako]                        | ۱۹۴۵       |                         |
| هملت نو                                | 新ハムレット [Shinhamuretto]                          | ۱۹۴۱       |                         |
| یادداشت‌های صادقانه                     | 正直ノオト [Shōjiki nōto]                             | ۱۹۳۸       |                         |
| داستان باد پاییزی                      | 秋風記 [Shūfūki]                                      | ۱۹۴۲       |                         |
| فلسفه مار چند سر                       | 多頭蛇哲学 [Ta atama hebi tetsugaku]                  | ۱۹۳۴       |                         |
| هشت منظره توکیو                        | 東京八景 [Tōkyō Hakkei]                               | ۱۹۴۱       |                         |
| همسر ویلون                             | ヴィヨンの妻 [Viyon no tsuma]                         | ۱۹۴۷       |                         |
| داستان یک شب برفی                      | 雪の夜の話 [Yuki no yo no hanashi]                    | ۱۹۳۶       |                         |
| کلماتی که دوستشان دارم                 | わが愛好する言葉 [Waga aikō suru kotoba]              | ۱۹۳۶       |                         |

## اشارات
شخصیتی به همین نام، در «انیمه ژاپنی سگ‌های ولگرد بونگو» وجود دارد که از اوسامو دازای، شخصیت و آثار او الهام‌گرفته است.

جلد اول مانگای «سگ‌های ولگرد بونگو»